# Daniil Kvjat
Daniil Vjačeslavovič Kvjat (rus. Дании́л Вячесла́вович Квят) (Ufa, Rusija, 26. travnja 1994.) je ruski vozač automobilističkih utrka. Godine 2012. osvojio je naslov u Formuli Renault 2.0 Alps, a 2013. u Grand Prix 3 prvenstvu. U Formuli 1 vozio je od 2014. do 2017. i od 2019. do 2020., a najbolji rezultat mu je drugo mjesto na Velikoj nagradi Mađarske 2015. u Red Bullu. 2021. godine preuzeo je ulogu rezervnog vozača za Alpine.

## Početak utrkivanja

### Karting
Daniil Kvjat se utrkivao u kartingu od 2005. do 2009. Prvi veći uspjeh ostvario je 2008. u prvenstvu CIK-FIA Asia-Pacific Championship - KF3 kada je osvojio titulu viceprvaka iza Carlosa Sainza, no iste godine nakon toga osvaja prvo mjesto u tri različite kategorije: Silver Cup - KF3, Bridgestone Cup Europe - KF3 i u 38° Torneo Industrie - KF3 kategoriji. Godine 2009. osvaja prvo mjesto u kategorijama 20th Trofeo Andrea Margutti - KF3 i South Garda Winter Cup - KF3. Iste godine osvaja još jednu titulu viceprvaka, ovoga puta iza Nycka de Vriesa u WSK International Series - KF3 prvenstvu.

### Formula BMW
Kvjat je debitirao u jednosjedu 3. travnja 2010. u Pacifičkoj Formuli BMW na stazi Sepang za momčad EuroInternational. Ostvario je dvije pobjede te još tri postolja. No s obzirom na to da je nastupao kao gostujući vozač, nije mogao osvajati bodove.
Prvo prvenstvo u jednosjedu odvezao je iste godine u Europskoj Formuli BMW. Vozio je bolid Mygale FB02 s BMW-ovim motorom za momčad EuroInternational, a momčadski kolege su mu bili Carlos Sainz i Michael Lewis. Sezona se sastojala od osam rundi (Barcelona, Zandvoort, Valencia, Silverstone, Hockenheimring, Hungaroring, Spa-Francorchamps, Monza), s po dvije utrke na svakoj rundi. U 16 utrka, Kvjat je odustao četiri puta, a u svim utrkama koje je završio je osvojio i bodove. No svoje jedino postolje je osvojio tek na posljednjoj utrci u Monzi, kada je završio drugi iza pobjednika Jacka Harveya. S osvojenih 138 bodova, Kvjat je završio na 10. mjestu u ukupnom poretku vozača.

### Formula Renault
Kvjat se od 2010. do 2012. natjecao u pet različitih kategorija Formule Renault.

#### Eurocup Formula Renault 2.0
Prva kategorija Formule Renault u kojoj je Kvjat nastupio je bilo Eurocup Formula Renault 2.0 prvenstvo 2010. No Rus je tada bio gostujući vozač i nije mogao osvajati bodove. Od 16 utrka, nastupio je na posljednje dvije u Barceloni.
Sljedeće 2011. vozio je punu sezonu kao stalni vozač za momčad Koiranen Motorsport u bolidu Barazi-Epsilon FR2.0-10, a momčadski kolege su mu bili: Carlos Sainz, Joni Wiman, John Bryant-Meisner i Hans Villemi. Sezona je započela 16. travnja na stazi Aragón, a sastojala se od sedam rundi, gdje su se vozile po dvije utrke na svakoj rundi. Nakon što je u prve tri utrke, dva puta završio u bodovima, Kvjat je u četvrtoj utrci na Spa-Francorchampsu stigao do prve pobjede u sezoni. Na drugoj utrci treće runde na Nürburgringu, Rus stiže do druge i posljednje pobjede. Do kraja sezone još je osvojio četiri postolja, po jedno na stazama Barcelona i Hungaroring, i dva postolja na stazi Paul Ricard. S osvojenih 155 bodova, sezonu je završio na trećem mjestu u ukupnom poretku iza Sainza i prvaka Robina Frijnsa.
Godine 2012. ostao je u istoj momčadi, no s drugim momčadski kolegama: Patrickom Kujalom, Estebanom Oconom i Stefanom Wackerbauerom. Sezona je počela 5. svibnja, opet na stazi Aragón, a sastojala se od sedam rundi, po dvije utrke na svakoj rundi. Od samog početka jedina dva kandidata za naslov su bili Kvjat i Stoffel Vandoorne iz momčadi Josef Kaufmann Racing. Kvjat je na prve četiri utrke na Aragónu i Spa-Francorchampsu upisao čak tri pobjede. Na Nürburgringu koja je bila treća runda, Vandoorne ostvaruje dvije pobjede, no Kvjat uzvraća udarac te u Moskvi upisuje još dvije pobjede, oba puta ispred Vandoornea. Na petoj rundi na Hungaroringu, Kvjat i Vandoorne ostvaruju po jednu pobjedu, a ista stvar se događa i na šestoj rundi na Paul Ricardu. Do tada od 12 utrka koje su bile odvožene, Kvjat i Vandoorne nisu pobijedili samo na jednoj, na prvoj utrci druge runde na Spa-Francorchampsu gdje je slavio Norman Nato. Na 13. utrci, odnosno prvoj utrci posljednje runde u Barceloni, do pobjede dolazi Óscar Tunjo, dok Vandoorne i Kvjat osvajaju drugo i treće mjesto. Uoči posljednje 14. utrke u Barceloni, Vandoorne je imao 244 boda, a Kvjat 230 bodova. U kvalifikacijama je Kvjat uzeo pole position, dok je Vandoorne starta tek sa 16. mjesta. Uoči utrke pala je kiša. Na utrci nije padala, ali je staza bila mokra. Vandoorne je bio šesti veći u drugom krugu, no onda je izletio sa staze i završio utrku. Kvjat je utrku startao na gumama za mokro, no kako se staza sušila, Rus je počeo gubiti pozicije od vozača na slick gumama. Nije pomoglo ni to što mu je momčad prije starta utrke, promijenila početne gume četiri sekunde poslije dozvoljenog limita za to, te je Kvjat kasnije u utrci dobio kaznu od pet sekundi. Na kraju je utrku završio na osmom mjestu, a četiri osvojena boda koje je osmo mjesto donosilo, nisu bila dovoljna da Rus osvoji naslov.

#### Britanska Formula Renault
Kvjat je 2010. nastupao i u prvenstvu Formula Renault UK Winter Series. Momčad za koju je vozio bila je Koiranen Bros. Motorsport, a momčadski kolege: Carlos Sainz, Antti Rammo i John Bryant-Meisner. Sezona je počela 6. studenog na stazi Snetterton, a sastojala se od tri runde, s po dvije utrke na svakoj rundi. Nakon što prvu utrku nije završio, Kvjat je na drugoj utrci stigao do prvog postolja, a na prvoj utrci druge runde na stazi Pembrey i do drugog i posljednjeg postolja. Završna treća runda se vozila također na Pembreyu, a Kvjat je na kraju skupio ukupno 109 bodova i završio na četvrtom mjestu u poretku vozača.
Godine 2011. nastupao je za istu momčad u prvenstvu Formula Renault UK Finals Series. Utrke su se vozile na stazi Snetterton, koja je ugostila dvije runde, odnosno četiri utrke i na stazi Rockingham, koja je bila domaćin posljednje runde. Kvjat je prvu utrku završio na drugom mjestu iza pobjednika Olivera Rowlanda, a još jedno postolje osvojio je na prvoj utrci treće runde na Rockinghamu. Od ostale četiri utrke, tri je završio u bodovima, dok je na jednoj odustao. Sa 111 bodova, završio je na trećem mjestu u ukupnom poretku.

#### Sjevernoeuropska Formula Renault 2.0
Godine 2011. Rus je nastupao i u Sjevernoeuropskoj Formuli Renault 2.0, za momčad Koiranen bros., a jedan od momčadskih kolega mu je još jednom bio Carlos Sainz. Sezona je započela 9. travnja na stazi Hockenheimring, a sastojala se od osam rundi. Na stazama Hockenheimring, Assen, Most i Monza su se vozile tri utrke, do su se na stazama Spa-Francorchamps, Nürburgring, Oschersleben i Zandvoort vozile dvije utrke. Od samog početka, Kvjat i Sainz su bili jedini kandidati za naslov. Od 20 utrka, Kvjat i Sainz su pobijedili na njih 17. Prva utrka pripala je Rusu, no nakon toga Sainz pobjeđuje na sljedeće tri utrke. Na drugoj utrci druge runde na Spa-Francorchampsu, Kvjat stiže do još jedne pobjede, no nakon toga Sainz opet na sljedeće tri utrke (dvije na Nürburgringu i jednu na Assenu) ostvaruje pobjedu. Slijede tri utrke na kojima pobjede ostvaruju Robin Frijns, Joni Wiman i Tio Ellinas. Sainz još jednom nakon toga pobjeđuje uzastopno na tri utrke (jednom na Oscherslebenu i dva puta na Zandvoortu), dok Kvjat na istim utrkama ostvaruje dva postolja. Na posljednje dvije runde, odnosno šest utrka na Mostu i Monzi, Kvjat pobjeđuje čak pet puta, dok Sainz samo jednom. Međutim, Rusu to nije bilo dovoljno za naslov prvaka. S ukupno 441 bodom osvaja titulu viceprvaka, dok Sainz s 489 bodova osvaja naslov u Sjevernoeuropskoj Formuli Renault 2.0.

## Formula 1

### Toro Rosso (2014.)
2014.

### AlphaTauri (2020.)
2020.

## Rezultati
| Sezona                               | Prvenstvo                        | Momčad                    | Šasija                  | Motor                           | Utrke | Pobjede | Podiji | Bodovi | Plasman |
| ------------------------------------ | -------------------------------- | ------------------------- | ----------------------- | ------------------------------- | ----- | ------- | ------ | ------ | ------- |
| 2010.                                | Europska Formula BMW             | EuroInternational         | Mygale FB02             | BMW                             | 16    | 0       | 1      | 138    | 10.     |
| 2010.                                | Pacifička Formula BMW            | EuroInternational         | Mygale FB02             | BMW                             | 8     | 2       | 5      | 0*     | –       |
| 2010.                                | Formula Renault UK Winter Series | Koiranen Bros. Motorsport | Tatuus FR2.0-10         | Renault                         | 6     | 0       | 2      | 109    | 4.      |
| 2010.                                | Eurocup Formula Renault 2.0      | Koiranen Bros. Motorsport | Barazi-Epsilon FR2.0-10 | Renault                         | 2     | 0       | 0      | 0*     | –       |
| 2011.                                |                                  |                           |                         |                                 |       |         |        |        |         |
| Eurocup Formula Renault 2.0          | Koiranen Motorsport              | Barazi-Epsilon FR2.0-10   | Renault                 | 14                              | 2     | 6       | 155    | 3.     |         |
| Sjevernoeuropska Formula Renault 2.0 | Koiranen Motorsport              | Barazi-Epsilon FR2.0-10   | Renault                 | 20                              | 7     | 13      | 431    | 2.     |         |
| Toyota Racing Series                 | Victory Motor Racing             | Tatuus TT104ZZ            | Toyota                  | 12                              | 1     | 6       | 138    | 5.     |         |
| Formula Renault UK Final Series      | Koiranen Motorsport              | Barazi-Epsilon EB01 A     | Renault                 | 6                               | 0     | 2       | 111    | 3.     |         |
| 2012.                                |                                  |                           |                         |                                 |       |         |        |        |         |
| Eurocup Formula Renault 2.0          | Koiranen Motorsport              | Barazi-Epsilon FR2.0-10   | Renault                 | 14                              | 7     | 9       | 234    | 2.     |         |
| Formula Renault 2.0 Alps             | Koiranen Motorsport              | Barazi-Epsilon FR2.0-10   | Renault                 | 14                              | 7     | 8       | 217    | 1.     |         |
| 2013.                                |                                  |                           |                         |                                 |       |         |        |        |         |
| GP3 Series                           | MW Arden                         | Dallara GP3/13            | AER 3.4 V6              | 16                              | 3     | 5       | 168    | 1.     |         |
| FIA Europska Formula 3               | Carlin                           | Dallara F312              | Volkswagen              | 21                              | 1     | 7       | 0*     | −      |         |
| 2014.                                | FIA Svjetsko prvenstvo Formule 1 | Scuderia Toro Rosso       | Toro Rosso STR9         | Renault Energy F1‑2014 1.6 V6 t | 19    | 0       | 0      | 8      | 15.     |
| 2015.                                | FIA Svjetsko prvenstvo Formule 1 | Infiniti Red Bull Racing  | Red Bull RB11           | Renault Energy F1‑2015 1.6 V6 t | 18    | 0       | 1      | 95     | 7.      |
| 2016.                                | FIA Svjetsko prvenstvo Formule 1 | Red Bull Racing           | Red Bull RB12           | TAG Heuer 1.6 V6 t              | 4     | 0       | 1      | 25     | 14.     |
| 2016.                                | FIA Svjetsko prvenstvo Formule 1 | Scuderia Toro Rosso       | Toro Rosso STR11        | Ferrari 060 1.6 V6 t            | 17    | 0       | 0      | 25     | 14.     |
| 2017.                                | FIA Svjetsko prvenstvo Formule 1 | Scuderia Toro Rosso       | Toro Rosso STR12        | Toro Rosso 1.6 V6 t             | 15    | 0       | 0      | 5      | 19.     |
| 2019.                                | FIA Svjetsko prvenstvo Formule 1 | Red Bull Toro Rosso Honda | Toro Rosso STR14        | Honda RA619H 1.6 V6 t           | 21    | 0       | 1      | 37     | 13.     |
| 2020.                                | FIA Svjetsko prvenstvo Formule 1 | Scuderia AlphaTauri Honda | AlphaTauri AT01         | Honda RA620H 1.6 V6 t           | 17    | 0       | 0      | 32     | 14.     |

- Daniil Kvjat je bio gostujući vozač, te zbog toga nije mogao osvajati bodove.

## Vanjske poveznice
- Daniil Kvyat - Driver Database
- Daniil Kvyat - Stats F1